# Common Intermediate Language
Il Common Intermediate Language (CIL), in italiano linguaggio intermedio comune, è il linguaggio di programmazione di livello più basso previsto dalla piattaforma .NET e dal Common Language Infrastructure.  Quando un linguaggio è supportato dalla piattaforma .NET vuol dire che esiste un compilatore che traduce i programmi scritti in quel linguaggio in istruzioni del CIL, che quindi risulta avere lo stesso ruolo che il bytecode ha nel mondo Java.  Il CIL è un linguaggio assembly orientato agli oggetti, ed è completamente basato su stack.  Esso viene poi compilato in codice macchina al volo da un Jit (compilatore just-in-time) e poi eseguito; questo avviene al primo avvio del programma, dopodiché la piattaforma .Net immagazzinerà l'eseguibile già compilato in una cartella apposita per velocizzare i futuri avvii.  I principali linguaggi .NET sono il C#, F#, Visual Basic .NET e il Managed C++, tuttavia sono stati sviluppati vari linguaggi che usano la potenza della piattaforma .Net tra cui Robin e Minsk.
Durante la fase di beta dei linguaggi .NET il CIL era conosciuto come MSIL, cioè Microsoft Intermediate Language, in italiano "linguaggio intermedio della Microsoft".
L'utilizzo principale della piattaforma sarebbe quello di fornire agli sviluppatori strumenti che facilitino il lavoro nella scrittura di programmi elaborati come compilatori. CIL facilita esponenzialmente il lavoro, supportando l'orientazione agli oggetti, i tipi primitivi dotati di metodi, l'istanziamento di array e oggetti con poche istruzioni e il supporto all'uso delle costanti che l'assembly x86 non supporta, come gli oggetti, le stringhe e altri tipi primitivi.

## Esempi
Esempio hello world
```
.assembly extern mscorlib{}
.assembly CiaoMondo{}
.method public hidebysig static void Main() cil managed
{
   .entrypoint
   ldstr "Ciao mondo."
   call void [mscorlib]System.Console::WriteLine(string)
   ret
}
```

Esempio variabili locali
```
.assembly extern mscorlib{}
.assembly CiaoMondo{}
.method public hidebysig static void Main(string[] args) cil managed
{
   .entrypoint
   .locals init (
      [0] string a
   )
   ldstr "s" // stack ["s"]
   stloc.0 // memorizza nella memoria locale all'index 0 (a)
   // stack []
   ldloc.0 // carica sullo stack la variabile locale all'index 0 (a)
   // stack ["s"]
   call void [mscorlib]System.Console::WriteLine(string)
   ret
}
```

Esempio funzione come parametro
```
.assembly extern mscorlib{}
.assembly CiaoMondo{}
.method public hidebysig static void Main() cil managed
{
   .entrypoint
   call string [mscorlib]System.Console::ReadLine()
   call void [mscorlib]System.Console::WriteLine(string)
   ret
}
```